# Bliziec
Bliziec (prononciation : [ˈbliʑɛt͡s]) est une localité polonaise de la gmina de Toszek, située dans le powiat de Gliwice en voïvodie de Silésie.